# Луї Рено
Луї Рено́ (фр. Louis Renault), (28 лютого 1877 — 24 жовтня 1944) — французький підприємець, винахідник, один із засновників автомобільної компанії Рено.

## Біографія
Луї Рено народився в Парижі у доволі заможній родині, був наймолодшим сином (четвертим) з п'яти дітей. Його батько, Альфред Рено, мав власний бізнес, пов'язаний з текстильною промисловістю; мати Луїза була дочкою багатого торговця. Ще з дитинства Луї цікавився технікою і механікою: у родовому маєтку батьків поблизу Парижа мав власну майстерню, де робив перші досліди на різних двигунах. 1 жовтня 1898 року, разом зі своїм старшим братом Марселем, побудував свій перший автомобіль. Новий автомобіль мав деякі нововведення: триступеневу коробку передач, задні ведучі колеса, карданний вал тощо.
24 грудня 1898 року Рено разом зі своїм другом виграв парі, що побудований ними автомобіль подолає пагорб на вулиці Лепік на Монмартрі. Це змагання отримало значний розголос у пресі та призвело до 12 перших замовлень на новий автомобіль.
У 1899 році Луї разом з братами Марселем і Фернаном започаткували свій власний бізнес: автомобільну фірму Renault Frères («брати Рено»). Автомобілі Renault привернули велику увагу у суспільстві, оскільки Марсель Рено впродовж декількох років успішно брав участь в автомобільних перегонах на автомобілях власного виробництва, здобувши перемоги на декількох Гран-Прі. Луї Рено став єдиним власником компанії внаслідок загибелі в 1903 році Марселя під час пробігу Париж-Мадрид та відставки за станом здоров'я у 1908 році Фернана.
Під керівництвом Луї Рено компанія швидко зростала, ним були започатковані багато нововведень в автомобілях, більшість з яких використовується ще й сьогодні, зокрема: турбокомпресор, гідравлічні амортизатори, барабанні гальма, таксометр тощо. Після Першої світової війни Луї Рено був нагороджений Великим Хрестом ордена Почесного легіону за працю над військовими проєктами, особливо за нововведення у конструкції танка «Рено FT-17».
Під час Другої світової війни Луї Рено звинуватили у співпраці з нацистами. Після звільнення Франції у 1944 році його було арештовано за звинуваченнями у колаборації з окупантами. У тюрмі отримав значні травми, від яких помер у лікарні Парижа. Компанія Рено була націоналізована урядом Франції.